# Rhithropanopeus
Rhithropanopeus is een monotypisch geslacht van krabben.

## Soortenlijst
- Rhithropanopeus harrisii (Gould, 1841) (Zuiderzeekrabbetje)